# 布里地区拉克鲁瓦
布里地区拉克鲁瓦（法語：La Croix-en-Brie，法語發音：[la kʁwa ɑ̃ bʁi] ⓘ）是法国法蘭西島大區塞纳-马恩省的一个市镇，属于普罗万区。 

## 地理
布里地区拉克鲁瓦（48°35'37"N, 3°4'29"E）面积29.43 平方千米，位于法国法蘭西島大區塞纳-马恩省，该省份为法国北部内陆省份，北起瓦兹省，西接埃松省、马恩河谷省、塞纳-圣但尼省和瓦兹河谷省，南至卢瓦雷省，东南接约讷省，东临马恩省和奥布省，东北接埃纳省。
与布里地区拉克鲁瓦接壤的市镇（或旧市镇、城区）包括：佩西、朗皮永、布里地区圣瑞斯特、沙托布洛、克洛方丹、加斯坦、格朗皮-巴伊-卡鲁瓦、楠日。

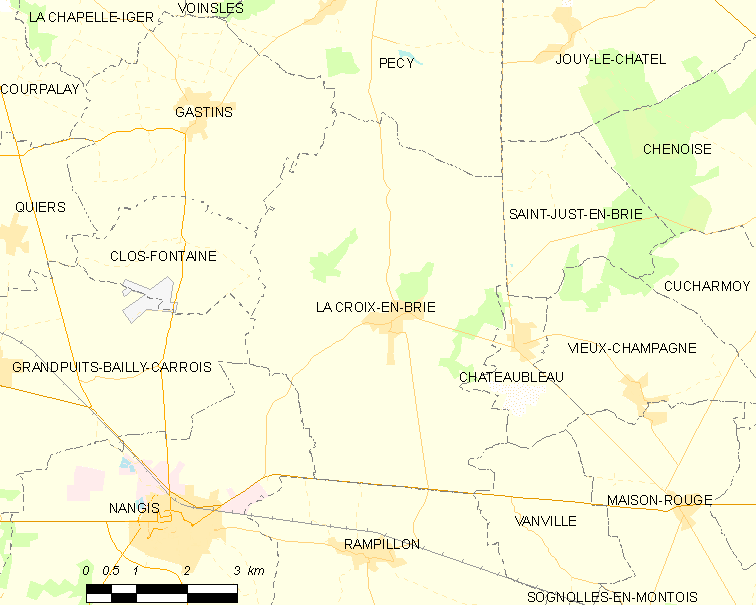
布里地区拉克鲁瓦的OSM定位图

布里地区拉克鲁瓦的时区为UTC+01:00、UTC+02:00（夏令时）。

## 行政
布里地区拉克鲁瓦的邮政编码为77370，INSEE市镇编码为77147。

## 政治
布里地区拉克鲁瓦所属的省级选区为楠日县。

## 人口

1962-2008年间布里地区拉克鲁瓦人口变化图示

布里地区拉克鲁瓦于2022年1月1日时的人口数量为672人。